# The Old Windmill

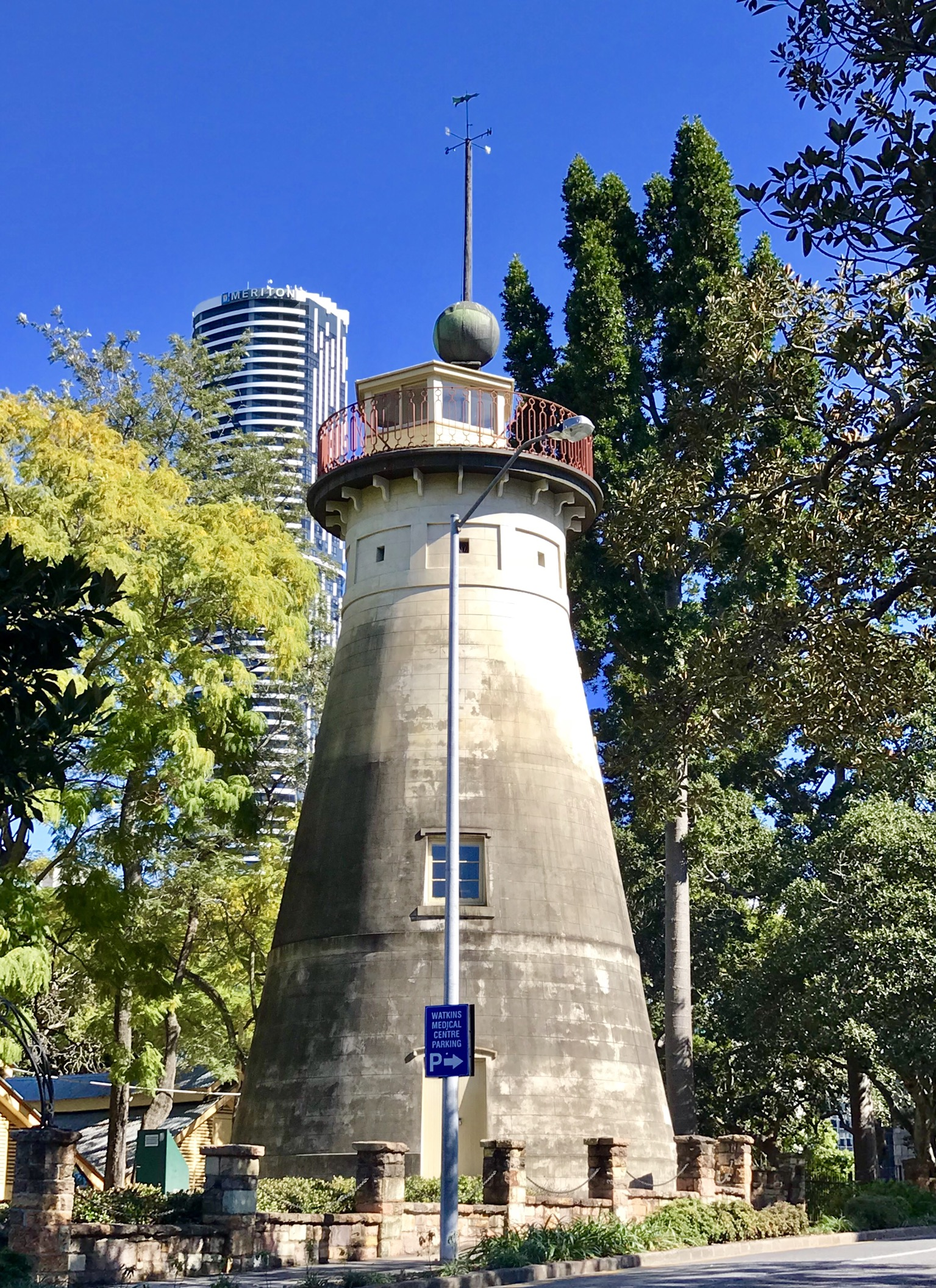
L'ancien moulin à vent de Brisbane, sur Wickham Terrace

Situé à Brisbane, sur les hauteurs de Spring Hill, The Old Windmill est un ancien moulin à vent, aujourd'hui désaffecté. Construit par des « convicts » (forçats) en 1828, il est le plus ancien monument de l'état australien du Queensland et un des deux seuls monuments datant de l'ancienne colonie pénale de Brisbane (avec les Commissariats Stores).
Le moulin à vent de Brisbane est construit peu après la fondation de la colonie pénitentiaire de Brisbane par le gouverneur de Nouvelle-Galles du Sud, sir Thomas Brisbane (1823). Première construction industrielle de la colonie, le moulin est construit par les bagnards eux-mêmes et sert à la transformation des grains (essentiellement de blé et de maïs) en farine. Les meules furent d'abord actionnées manuellement par les forçats punis, avant que le moulin ne soit enfin équipé d'ailes en 1828.
Le 20 janvier 1862, le moulin devient le premier musée du Queensland. Sa plate-forme est ensuite utilisée comme observatoire météorologique, et sert à signaler l'heure exacte par le lâcher d'un ballon et un coup de canon, chaque jour à 13 heures précise, jusque dans les années 1930.
Le vieux moulin de Brisbane conserve une place particulière dans l'histoire de la télévision australienne : il apparut en effet sur les premières images de l'Australian Broadcasting Corporation.